# Amarilli vezzosa
Amarilli vezzosa (conosciuto anche come Il duello amoroso) è una cantata composta da Georg Friedrich Händel. È stata composta e messa in scena verso la fine dell'agosto del 1708. I cantanti sono soprano e contralto (l'unica cantata del repertorio di Handel avente questa combinazione) e gli accompagnamenti sono per un piccolo gruppo di primi e secondi violini con basso continuo.

## Trama
Il duello amoroso è un incontro tra il pastore Daliso (contralto) e la pastorella Amaryllis (soprano): sembra che un tempo le abbia promesso il suo amore per lui, ma ora ha cambiato idea.
Si incontrano in un bosco. Daliso, risentito per essere stato respinto, decide di usare la forza per ottenere il suo desiderio. Amaryllis lo avverte che nessun piacere duraturo può essere ottenuto da un atto di violenza. Quando Daliso ignora l'avvertimento e sembra ancora determinato a perseguire il suo obiettivo, Amaryllis estrae un pugnale e simbolicamente esige che egli stesso si soddisfi infilzandolo nel suo cuore. Daliso tempestivamente crolla e implora il perdono.
Amaryllis suggerisce beffardamente che avrebbe ceduto se fosse stato un po' 'più audace, mentre Daliso la rimprovera per la sua mancanza di cuore.

## Composizione
1. Sonata
2. Recitativo Amarilli vezzosa, appunto in questa (Daliso)
3. Aria Pietoso sguardo, vezzo bugiardo (Daliso)
4. Recitativo Dunque tanto s'avanza (Amarilli)
5. Aria Piacer che non si dona (Amarilli)
6. Recitativo Si, si crudel, ti accheta (Daliso, Amarilli)
7. Aria Quel nocchiero che mira le sponde (Amarilli)
8. Recitativo Amarilli, Amarilli, in vano tenti (Daliso)
9. Aria E vanita d'un cor (Daliso)
10. Recitativo: Or su gia che ostinato (Amarilli, Daliso)
11. Arioso Si, si lasciami, ingrata (Daliso)
12. Arioso Su, su, restati in pace (Amarilli)
13. Duetto Si, si (Daliso, Amarilli) - Ritornello